# ゼネラル・マイクロエレクトロニクス
ゼネラル・マイクロエレクトロニクス（General Micro-electronics、GMe）は、1960年代に存在した米国の半導体企業。

## 解説
フェアチャイルドセミコンダクターの元メンバー3名によって設立されたため、インテル社などとともにフェアチャイルド社から生まれた良い子たち（フェアチルドレン）の1つということになる。1966年にフィルコ・フォード社に買収され、同社のマイクロエレクトロニクス部門となった。
フランク・ワンラスを研究・技術部長とするGMeは、MOS集積回路の設計、製造、販売を行った最初の企業である。 最初のMOSチップはNASAの人工衛星用の小型集積回路チップだった。1964年、ワンラスは自身が設計した1チップの16ビットシフトレジスタを、当時としては信じられない120トランジスタで作ってみせた。
同年、ビクターコンプトメーター社の真空管式電卓「ビクター3900」を全IC化する契約を結び、1966年初頭に導入する予定だった。しかし、この作業は予想以上に難しく、GMeはほとんど債務超過の状態に陥った。その後、フィルコ・フォード社に買収され、ビクター社はこの製品をあきらめた。彼らはこのシステムをPhilco 3900として再販したが、市場に出るまでに、より安価な代替製品が登場していた。
GMeのメンバーの何人かは、その後、エレクトロニック・アレイズ社を設立し、1970年代初頭に成功した6チップの電卓システムを製造することになる。